# Saint-Rome-de-Tarn
Saint-Rome-de-Tarn é uma comuna francesa na região administrativa de Occitânia, no departamento de Aveyron. Estende-se por uma área de 52,06 km². Em 2010 a comuna tinha 887 habitantes (densidade: 17 hab./km²).